# Roales
Roales és un municipi de la província de Zamora, a la comunitat autònoma de Castella i Lleó.

## Demografia
| 1991 | 1996 | 2001 | 2004 |
| ---- | ---- | ---- | ---- |
| 328  | 400  | 490  | 501  |